# Alvania denhartogi
Alvania denhartogi is een slakkensoort uit de familie van de drijfhorens (Rissoidae). De wetenschappelijke naam van de soort werd in 1998 voor het eerst geldig gepubliceerd door Henk Hoenselaar en Jeroen Goud.

## Beschrijving
De lengte van de schelp varieert tussen 1,5 en 2,0 mm.

## Verspreiding
Deze zeediersoort komt voor de kust van Kaapverdië voor.